# Cristina Carvalho
Maria Cristina Nunes da Gama Carvalho Meira da Cunha (Lisboa, 10 de Novembro de 1949), é uma escritora portuguesa.

## Biografia
É filha da escritora Natália Nunes e do professor e poeta António Gedeão (pseudónimo de Rómulo Carvalho). 
O seu primeiro livro, Até Já Não é Adeus, foi publicado em 1989. Publicou contos em várias revistas e jornais, nomeadamente no Jornal de Letras e revista Egoísta.
Em Março de 2009 publicou o romance "O Gato de Uppsala", na Sextante Editora, uma história de amor entre dois jovens, Elvis e Agnetta, uma história feliz de iniciação, de descoberta e sonho: a viagem, a pé, desde Uppsala até Estocolmo, movidos pelo desejo de descobrir o mistério do mar e de ver uma das maravilhas do seu tempo – o grande e rico Vasa – navio de guerra mandado construir por Gustavus II Adolphus, rei da Suécia. Quis o destino que, no dia 10 de Agosto de 1628, dia da viagem inaugural, a vida de Elvis e Agnetta fosse salva por um gato.
Mais recentemente, publicou, entre outras obras, "Nocturno", um romance biográfico sobre Chopin,"A Casa das Auroras» e «Lusco-Fusco». Alguns dos seus romances estão integrados no Plano Nacional de Leitura.

## Obras Seleccionadas
É autora dos livros: 
- Até já não é adeus, Signo (ed), Ponta Delgada, Açores (1989) (esgotado)
- Momentos misericordiosos, Relógio d'Água (ed) Lisboa 1992 - ISBN 972-708-181-9
- Ana de Londres, Relógio d'Água (ed) Lisboa 1996 - ISBN 972-708-302-1
- Estranhos casos de amor, Relógio d'Água (ed) Lisboa 2003 - ISBN 972-708-761-2
- O Gato de Uppsala -  5ª edição - publicado em 2009 por Sextante/Porto Editora - nomeado para o prémio SPA Autores melhor livro de literatura juvenil 2010
- Nocturno, o romance de Chopin - publicado em 2009 por Sextante/Porto Editora

- Tarde Fantástica, 7dias6noites (ed) Março de 2011 - ISBN 978-989-686-076-9
- A Casa das Auroras, Planeta Manuscrito (ed) Abril de 2011 - ISBN 978-989-657-186-3
- Lusco-Fusco, breviário dos mundos elementares - publicado em 2011 por Sextante/Porto Editora
- Rómulo de Carvalho/António Gedeão - Biografia - publicado em 2012 por Editorial Estampa, ISBN 978-972-33-2692-5
- Marginal, Planeta Manuscrito (ed) Fevereiro 2013 - ISBN 978-989-657-360-7
- Ana de Londres - publicado em 2013 por Edições Parsifal, ISBN 978-989-98333-8-8
- Quatro Cantos do Mundo - Planeta Manuscrito (ed. Junho 2014) ISBN 978-989-657-514-4
- O Olhar e a Alma, romance de Modigliani - Planeta Manuscrito (ed. Junho 2015) - Vencedor do prémio SPA/RTP Autores melhor ficção narrativa 2016
- As Fabulosas Histórias da Tapada de Mafra (ed. Setembro 2016) - Sextante / Porto Editora - ISBN 978-989-676-152-3.
- Até Já Não É Adeus" e outros contos, Relógio D'Água (ed. Novembro 2016)  ISBN 978-989-641-674-4
- Rebeldia - Planeta ( ed. Junho 2017),  ISBN 978-989-657-946-3
- A Saga de Selma Lagerlöf , 2ª edição - Relógio D'Água (ed. Outubro 2018) ISBN 978-989-641-885-4 - nomeado para o prémio SPA Autores melhor ficção narrativa 2019
- Ingmar Bergman -O Caminho Contra o Vento, Relógio D'Água (ed. Outubro 2019) ISBN 978-989-641-967-7
- Almanaque do Céu e da Terra, Relógio D'Água (ed. Novembro 2020)  ISBN 978-989-783-087-7
- Strindberg - Neste Mundo Fui Apenas Um Convidado, Relógio D'Água (ed. Novembro 2021) ISBN 978-989-783-194-2
- W.B. Yeats - Onde Vão Morrer os Poetas, Relógio D'Água (ed. Novembro 2022) ISBN 978-989-783-313-7
- Paula Rego - A Luz e a Sombra, Relógio D'Água (ed. Novembro 2023) ISBN 978-989-783-409-7
- António Gedeão - Príncipe Perfeito, Relógio D'Água - (reedição Dezembro 2024) ISBN 978-989-783-526-1
- Fabulário ou o Pequeno Circo do Mundo - Guerra e Paz - Maio 2025 - ISBN 978-989-576-241-5

### No Plano Nacional de Leitura
Várias das suas obras fazem parte do Plano Nacional de Leitura (PNL): 
- O Gato de Uppsala -  5ª edição - publicado em 2009 por Sextante/Porto Editora - nomeado para o prémio SPA Autores melhor livro de literatura juvenil 2010
- Nocturno, o romance de Chopin - publicado em 2009 por Sextante/Porto Editora
- Lusco-Fusco, breviário dos mundos elementares - publicado em 2011 por Sextante/Porto Editora
- Rómulo de Carvalho/António Gedeão - Biografia - publicado em 2012 por Editorial Estampa, ISBN 978-972-33-2692-5
- Ana de Londres - publicado em 2013 por Edições Parsifal, ISBN 978-989-98333-8-8
- Quatro Cantos do Mundo - Planeta Manuscrito (ed. Junho 2014) ISBN 978-989-657-514-4
- O Olhar e a Alma, romance de Modigliani - Planeta Manuscrito (ed. Junho 2015) - Vencedor do prémio SPA/RTP Autores melhor ficção narrativa 2016
- Rebeldia - Planeta ( ed. Junho 2017),  ISBN 978-989-657-946-3
- A Saga de Selma Lagerlöf - 2ª edição - Relógio D'Água (ed. Outubro 2018) ISBN 978-989-641-885-4 - nomeado para o prémio SPA Autores melhor ficção narrativa 2019
- Almanaque do Céu e da Terra, Relógio D'Água (ed. Novembro 2020) ISBN 978-989-783-087-7 -
- W.B. Yeats - Onde Vão Morrer os Poetas, Relógio D'Água (ed. Novembro 2022) ISBN 978-989-783-313-7

## Prémios Literários
- O Olhar e a Alma, romance de Modigliani - Prémio SPA/RTP 2016 - Literatura - Ficção Narrativa - livro incluído no Plano Nacional de Leitura - Planeta Manuscrito - Livro recomendado para a Formação de Adultos
- Ingmar Bergman - O Caminho Contra o Vento - Grande Prémio de Literatura Biográfica Miguel Torga - APE/C.M.de Coimbra - 2021 - Relógio D'Água (2019)

### Nomeações
O Gato de Uppsala -  5ª edição - publicado em 2009 por Sextante/Porto Editora - nomeado para o prémio SPA Autores melhor livro de literatura juvenil 2010
A Saga de Selma Lagerlöf  - 2ª edição - Relógio D'Água (ed. Outubro 2018) ISBN 978-989-641-885-4 - nomeado para o prémio SPA Autores melhor ficção narrativa 2019
Prémio ALMA 2023 - Astrid Lindgren Memorial Award - Suécia - pela obra juvenil. Nomeada por IASL - International Association of School Librarianship

## Traduções
Rebellion – (inglês) publicado por Linda Leith Publishing – Março 2018 – a ser lançado em 27 de Abril em Montreal (Quebec) – Canadá no âmbito do Bluemet Metropolis Bleu Festival 2018 – tradução de Alexandra Andresen Leitão, revisão técnica de Allison Wright
Modigliani – roman  (francês) - published by Linda Leith Publishing – Março 2018 – a ser lançado em 27 de Abril em Montreal (Quebec) – Canadá no âmbito do Bluemet Metropolis Bleu Festival 2018 – tradução de Sophie Enderlin
I rondoni e i doccioni del Monastero di Batalha – conto incluído na colectânea Racconti Imperfetti – editora Urogallo – Perugia, 2015 – tradução de Silvia Nocchi
Der Katter aus Uppsala - tradução de Markus Sahr - editora Leipziger Literaturverlag - Leipzig 2020 
Ingmar - tradução de Concha Lopez Jambrina - editora Sabaria - Zamora - Espanha - 2022 
STRINDBERG - tradução de Concha Lopez Jambrina - editora Sabaria - Zamora - Espanha - 2023 
W. B. Yeats - A dónde van a morir los poetas - tradução de Jorge Alejandro Ccoylurpuma - Hanan Harawi Editores - Lima - Perú